# Wygoda (Białystok)

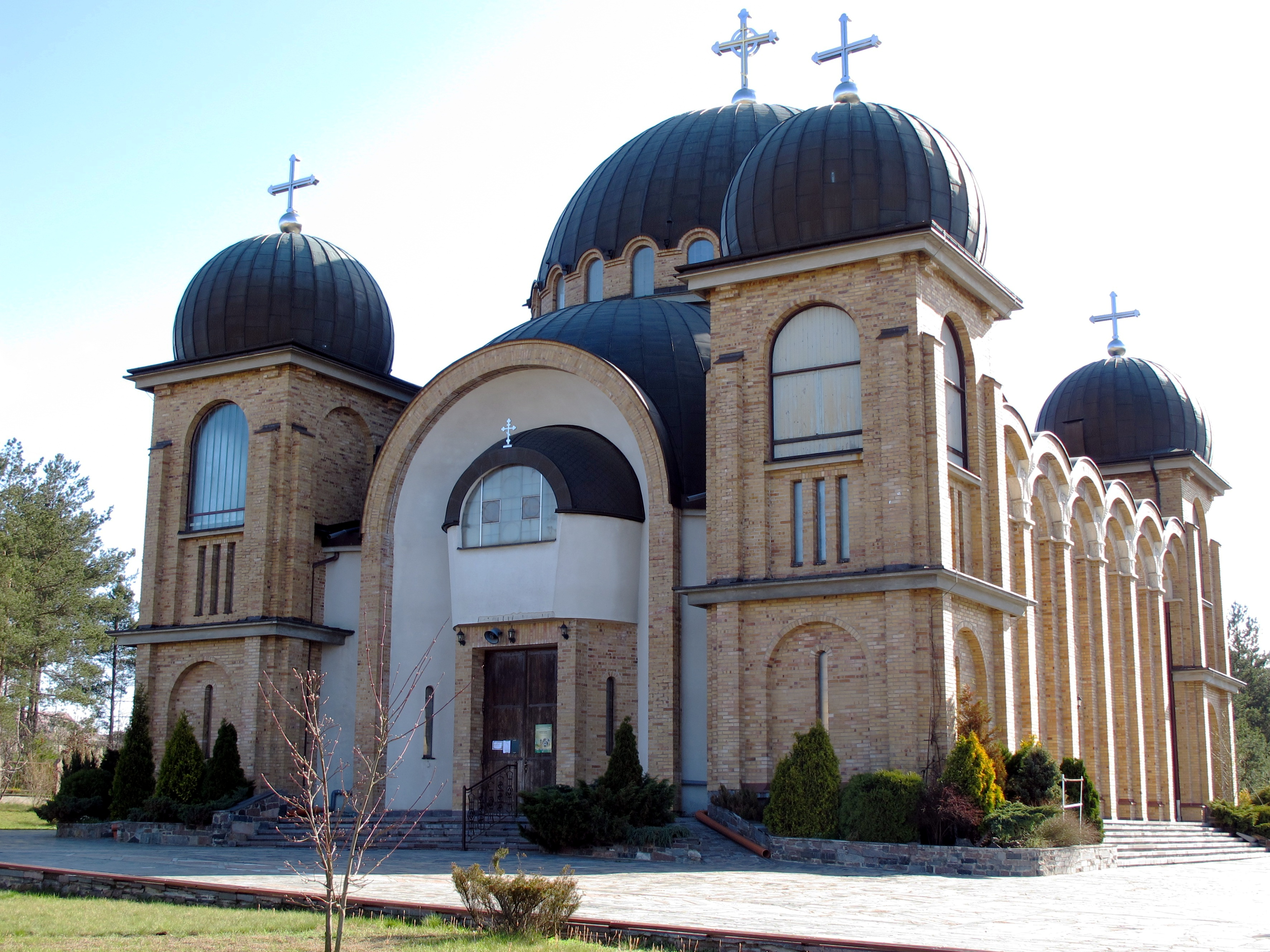
Cerkiew Mądrości Bożej, ul. Trawiasta 5

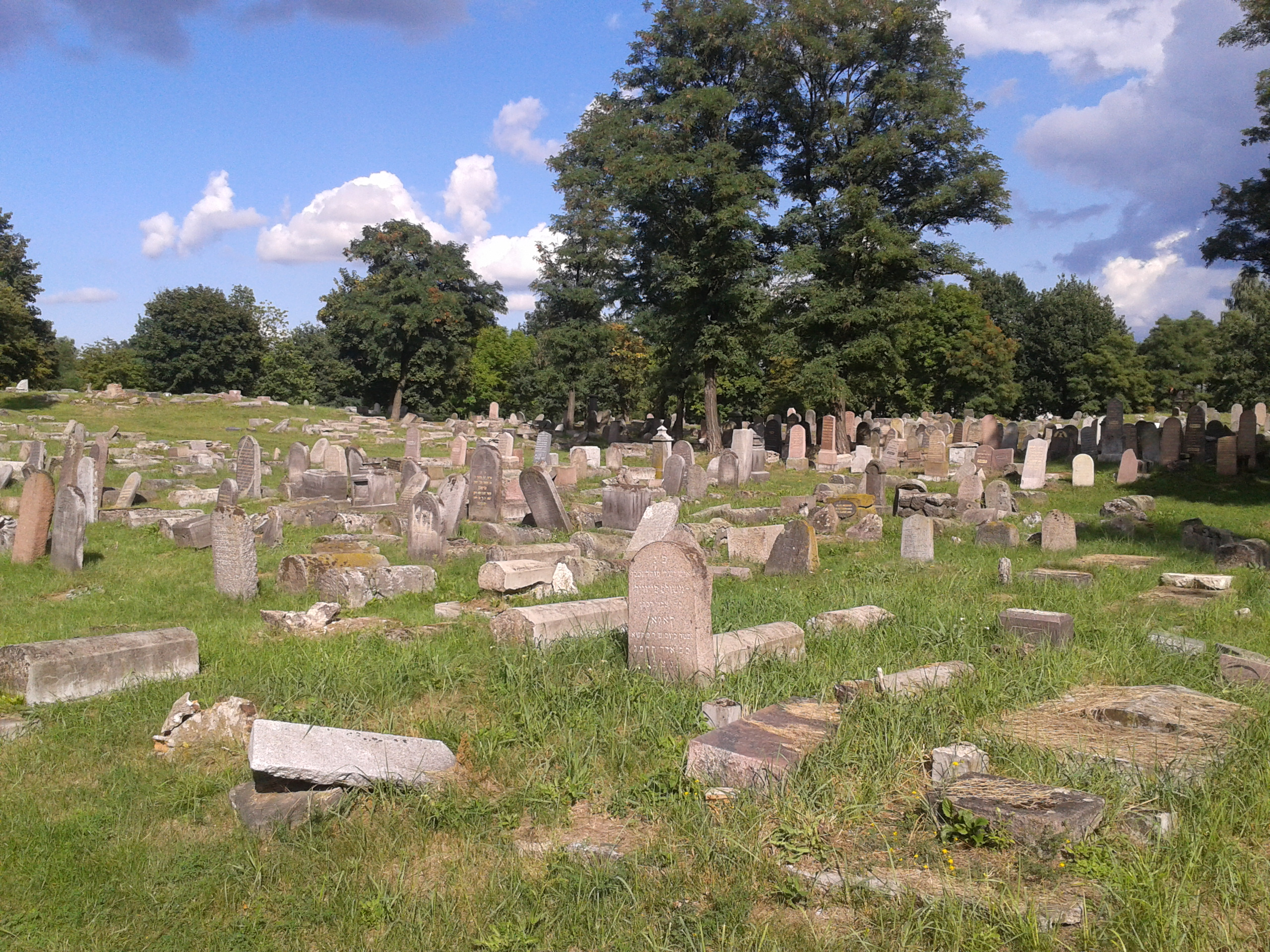
Cmentarz Żydowski przy ul. Wschodniej

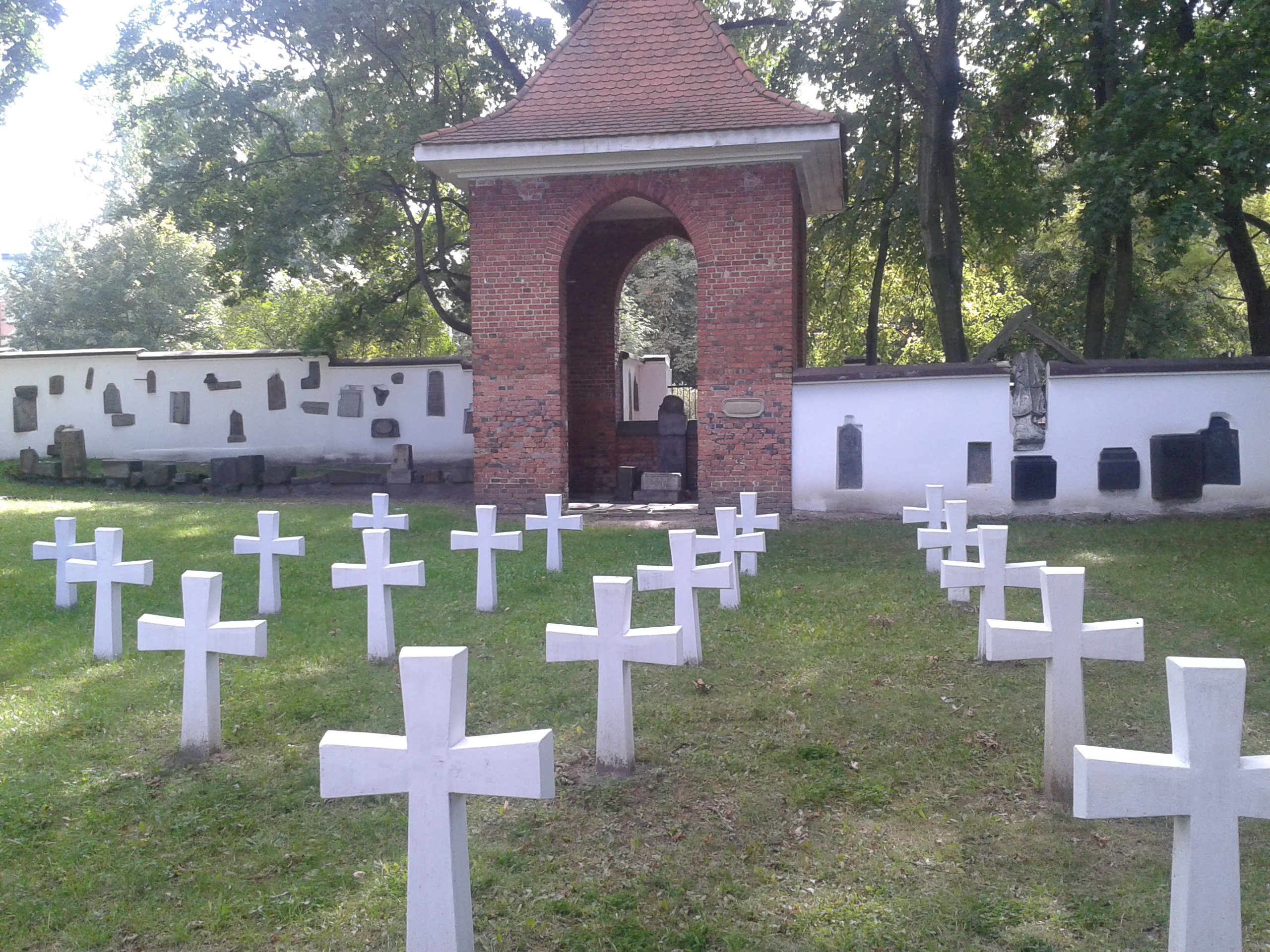
Cmentarz Ewangelicki przy ul. Wasilkowskiej

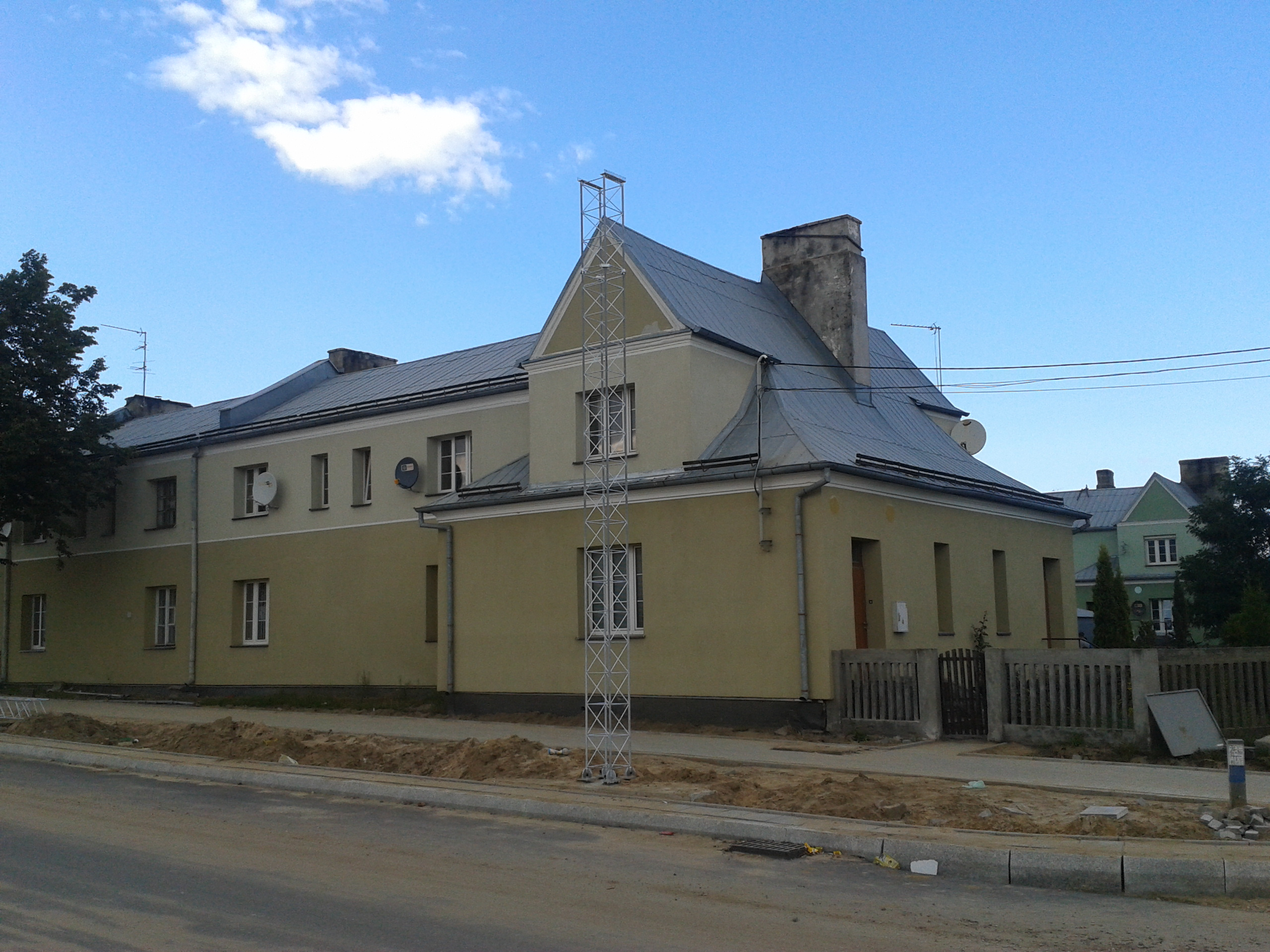
Przedwojenne domy robotnicze

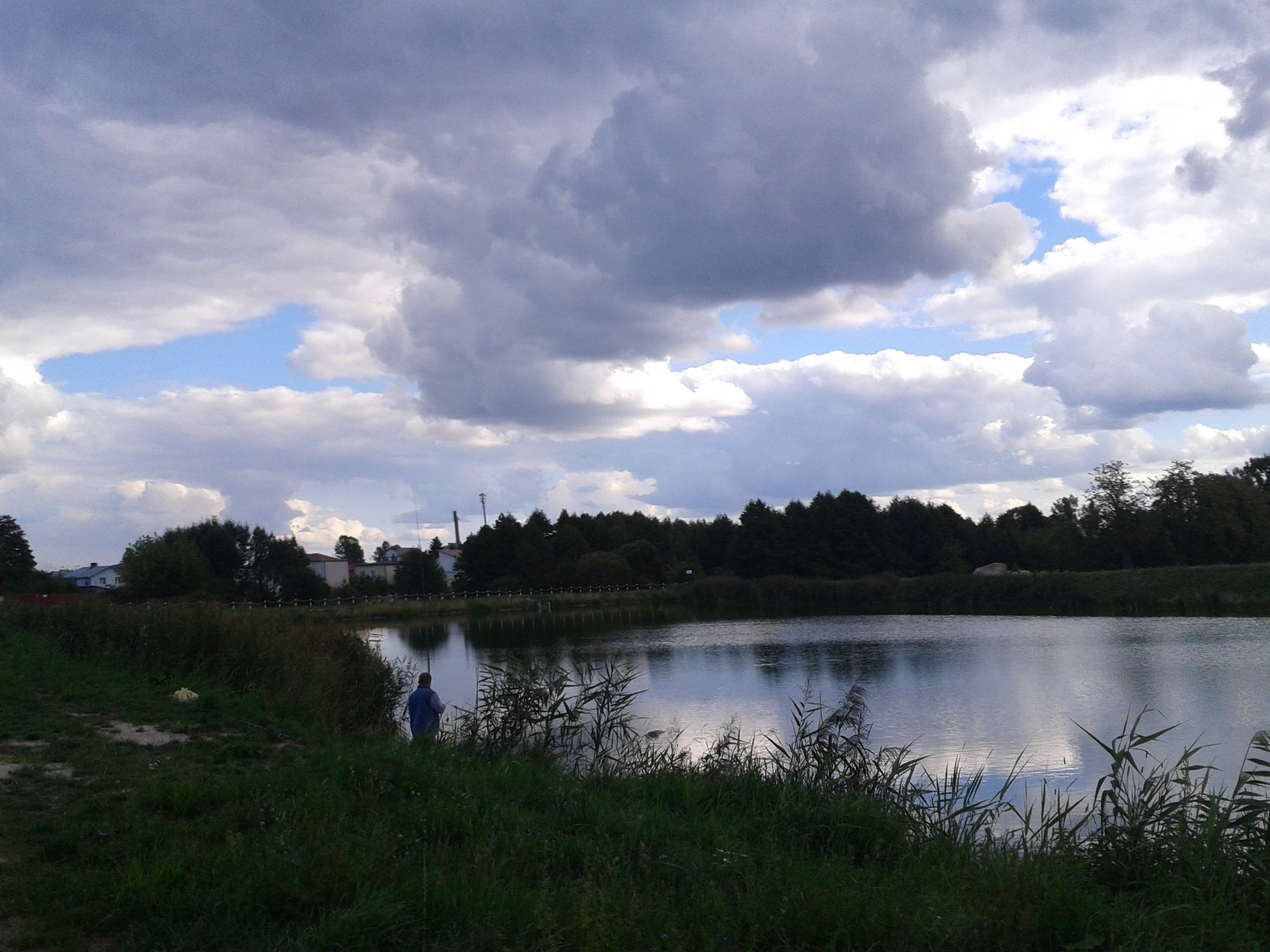
Stawy przy ul. Fredry

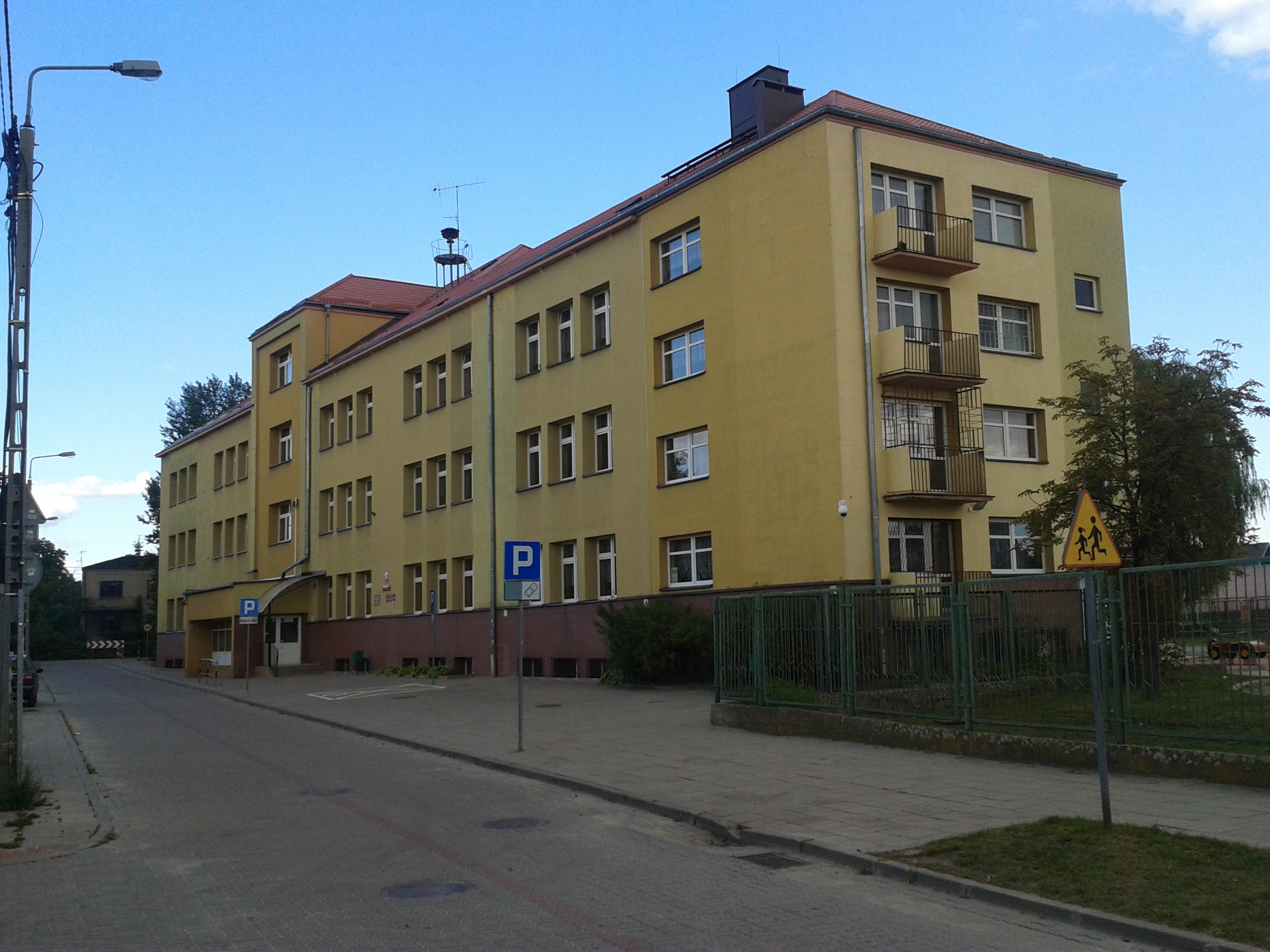
Jedna ze najstarszych szkół w Białymstoku, obecnie Szkoła Podstawowa nr 8 im. Św. Kazimierza Królewicza

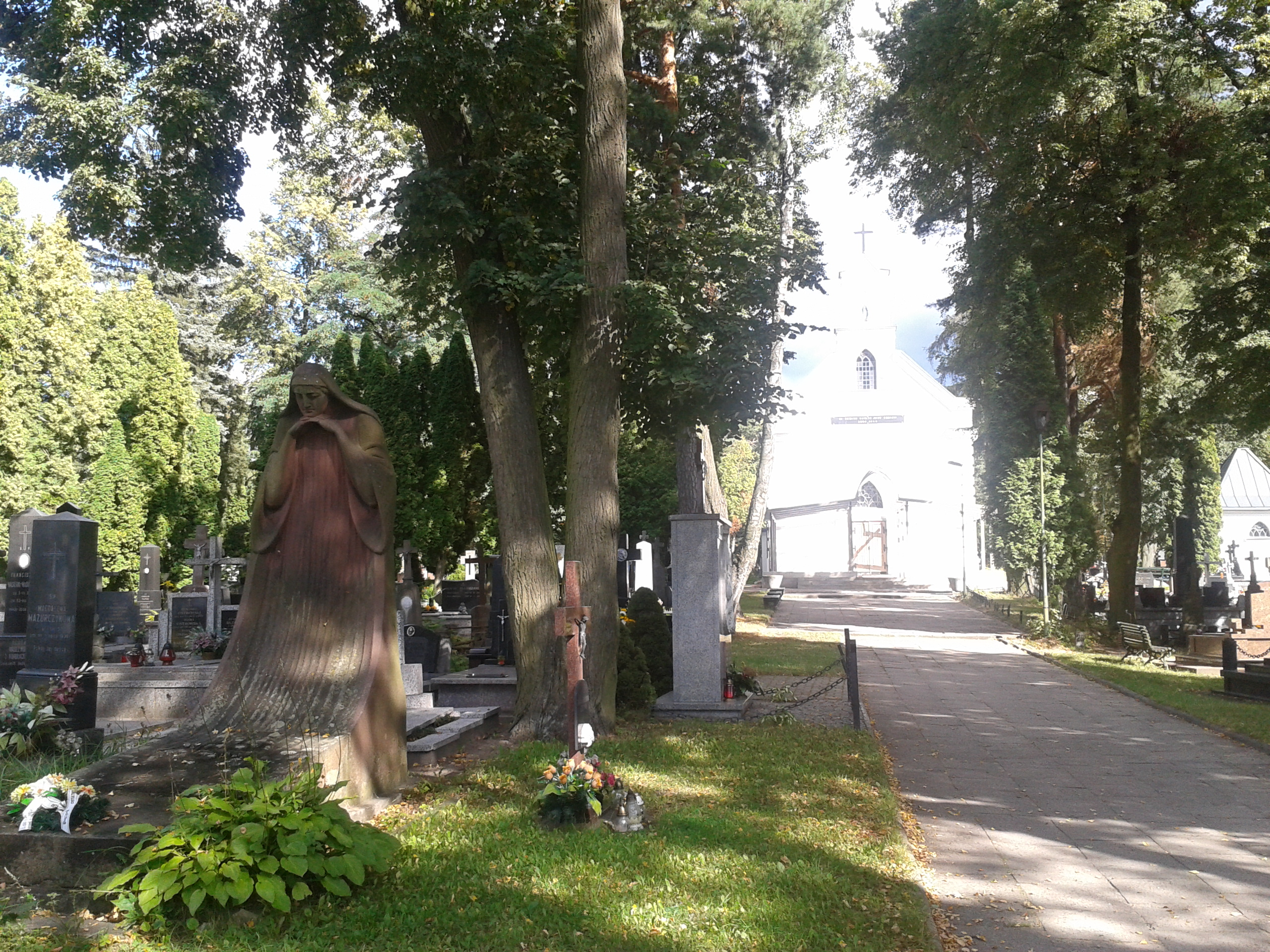
Cmentarz katolicki - farny, przy ul. Raginisa

Wygoda – osiedle Białegostoku, jest jedną z najstarszych części miasta, położone na północnym wschodzie. W jej skład wchodzi dawne osiedle Pieczurki.
Przez osiedle przepływa Dolistówka, mała rzeczka stanowiąca dopływ rzeki Białej.

## Historia
Historia osiedla sięga lat siedemdziesiątych XVIII w., gdzie na obecnych terenach Wygody znajdowały się dobra Sobolewskie, tj. wsie Bagnówka, Pieczurki i Pietrasze. Ważnym motorem zmian i impulsem do rozwoju stanowiło położenie. Tu rozwidlały się drogi na Grodno oraz w kierunku Supraśla.
Na tych terenach jeszcze nie należących do Białegostoku pod koniec XIX wieku powstały wielkie cmentarze: ewangelicki (znajdujący się dziś przy ul.Wasilkowskiej), rzymskokatolicki - Farny (przy dzisiejszej ul. Raginisa), prawosławny - Wszystkich Świętych (przy dzisiejszej ul. Wysockiego), a także od 1890 roku wielki kirkut żydowski położony przy dzisiejszej ul. Wschodniej. W Białymstoku znajdował się duży wojskowy garnizon, w jego skład wchodził 64 Kazański Pułk Piechoty, którego koszary zostały wybudowane w 1884 roku w pobliżu linii kolejowej (przy dzisiejszej ulicy Traugutta).
W 1886 roku wybudowano kolej relacji Białystok - Wołkowysk - Baranowicze, dla miasta było to najszybsze połączenie z Moskwą. Dodatkowo utworzono stację Białystok Poleski (dziś Białystok Fabryczny).
Wygodę przyłączono do miasta już za rządów Polskich, miało to miejsca dnia 10 maja 1919 roku, kiedy to powstał "Wielki Białystok". Wraz z Wygodą, Pieczurkami i Bagnówką przyłączono do miasta kilkanaście ościennych wsi. Miasto powiększyło się do 42 km².
W latach międzywojennych miasto budowało liczne kolonie mieszkaniowe, tego typu budynki powstały także na Wygodzie przy Szosie do Zielonej (dziś ul. 42 Pułku Piechoty). Szosa obwodowa (dziś tzw. Trasa Generalska) stanowiła następny ważny impuls w rozwoju osiedla.
Na terenach koszar wojskowych został ulokowany 42 Pułk Piechoty im. J.H.Dąbrowskiego, który odegrał znaczącą rolę w historii miasta. Wojskowi uczestniczyli w licznych defiladach i świętach, posiadali swoją orkiestrę, chór oraz drużynę sportową. Wojskowy klub Sportowy 42 Pułku Piechoty brał udział w rozgrywkach ligowych, a od 1932 roku rozgrywał swoje mecze pod nową nazwą - Jagiellonii Białystok
Po wojnie osiedle zaczęło się zmieniać. Stara drewniana zabudowa musiała ustąpić miejsca pod nowe budownictwo. Przy ul. Wasilkowskiej powstało osiedle bloków mieszkalnych. Nie zmieniło to faktu, że Wygoda kojarzona jest głównie z zabudową jednorodzinną. Powojenna Wygoda to także powstające nowe obszary przemysłowe. Zostały zlokalizowane głównie przy ul. 27 Lipca (dziś 42 Pułku Piechoty) oraz ul. Zacisze. Ważniejsze obiekty to: Jednostka Milicji (obecnie Jednostka Prewencji Policji), Miejskie Przedsiębiorstwo Oczyszczania, Zakład Poprawczy, Państwowe Gospodarstwo Ogrodnicze, Zakład Gazowniczy oraz Huta Szkła, która to zajęła miejsce koszar wojskowych.
Wojsko nie wyprowadziło się z Wygody, powstała jednostka zaopatrzenia przy ul. Węglowej. Dziś rejon tzw. "Węglówki" to obszar należący do Gminy Białystok, na którym wkrótce powstanie ważna instytucja kulturalna miasta i regionu - Muzeum Sybiraków.
Uchwałą Nr XXXI/331/04 z 25.10.2004r. uchwalono nowy podział miasta na osiedla. W skład powiększonego osiedla Wygoda, weszły osiedla Bagnówka i Pieczurki. 
W latach 2011–2013 ruszyła wielka przebudowa i budowa najważniejszych ulic. Trasa Generalska, tj. ul. gen. Andersa została przedłużona w kierunku drogi na Bobrowniki, wyremontowano ul. Wasilkowską, a od podstaw wybudowano nową arterię miejską - ulicę Kazimierza Wielkiego. 
Powstały dwupoziomowe węzły drogowe, pierwszy to skrzyżowanie ul. Wasilkowskiej z ul. Andersa, drugi to skrzyżowanie ul. Kazimierza Wielkiego z Trasą na Bobrowniki.
W roku 2013 miasto zmieniło nazwę głównej ulicy 27 Lipca na 42 Pułku Piechoty.
Granice osiedla zostały zmienione w 2021 roku. Zostało wtedy utworzone nowe osiedle Bagnówka.

## Obiekty i tereny zielone
- Cmentarz ewangelicko-augsburski przy ul. Wasilkowskiej
- Cerkiew Mądrości Bożej - ul. Trawiasta 5
- Schronisko dla zwierząt "Azyl" przy ul. Dolistowskiej
- Zakład poprawczy przy ul. 42 Pułku Piechoty
- Szkoła Podstawowa nr 8 im. św. Kazimierza Królewicza przy ul. Jesiennej
- Szkoła Podstawowa nr 51 im. Ludwika Zamenhoffa przy ul.Kluka
- Centrum Darów (magazyn Stowarzyszenia Pomocy Rodzinie "Droga") - ul. Węglowa 8
- Filia numer 2 Miejskiego ośrodka pomocy rodzinie w Białymstoku - ul. Siewna 2
- Park Miejski wraz ze stawem przy ul. Fredry

## Obiekty zabytkowe
- Cmentarz farny i kościół pw. Chrystusa Zbawiciela, 1888 r. - ul. Raginisa 8
- Cerkiew garnizonowa, obecnie kościół rzymskokatolicki należący do parafii pw. Najśw. Serca Jezusa, z ok. 1884 - ul.Traugutta 44
- Cmentarz żydowski przy ul. Wschodniej
- Dawny budynek sztabu koszar 61. Kazańskiego Pułku Piechoty, 1884 - ul. Traugutta 3

## Opis granic osiedla
Od ronda Arcybiskupa generała Mirona Chodakowskiego Prawosławnego Ordynariusza Wojska Polskiego ulicą Wasilkowską do ul. Władysława Raginisa, ul. Władysława Raginisa do ul. św. Maksymiliana Marii Kolbego, od ul. św. Maksymiliana Marii Kolbego północną granicą dz. 35/74 do linii zabudowy ulicy Wiklinowej na wysokości budynku nr 48, linią zabudowy do ulicy Wiklinowej, ul. Wiklinową do ul. Odrzańskiej, następnie drogą bez nazwy do ul. Jakuba Szapiro, od ul. Jakuba Szapiro ulicą Franciszka Malinowskiego do ul. płk. Michała Ostrowskiego, ul. płk. Michała Ostrowskiego do ul. Seweryna Nowakowskiego, ulicą Seweryna Nowakowskiego, a następnie jej przedłużeniem do przedłużenia ulicy Jana Krzysztofa Kluka, przedłużeniem ul. J.K. Kluka wschodnią, a następnie południową granicą dz. 358 przez ul. Wojciecha Bogusławskiego do wysokości wschodniej granicy działki 357/30, wschodnią granicą dz.357/30, a następnie północną i wschodnią granicą dz. 437/1 do 42 Pułku Piechoty, ul. 42 Pułku Piechoty do granicy administracyjnej miasta, wzdłuż niej do torów kolejowych, wzdłuż  torów, Towarową, Poleską, przedłużeniem fabryki mebli do gen. Władysława Andersa, gen. Władysława Andersa do ronda Arcybiskupa gen. Mirona Chodakowskiego.

## Ulice i place znajdujące się w granicach osiedla
42 Pułku Piechoty, Adama Chętnika, Aleksandra Fredry, Aleksandra Puszkina, Alfonsa Karnego, Andrzeja Struga, Bagienna, Bagnowska, Boczna, Boya Żeleńskiego, Chabrowa, Chłopska, Ciasna, Cypriana Kamila Norwida, Dolistowska, Emila Zoli,  Fabryczna, Feliksa Nowowiejskiego, Franciszka Malinowskiego, gen. Nikodema Sulika, gen. Stanisława Sosabowskiego, gen.  Władysława Andersa, Gradowa, Grażyny Bacewicz, Harnasiów, Honorowych Krwiodawców, Ignacego Prądzyńskiego, Jacka Malczewskiego, Jakuba Szapiro, Jana Brzechwy, Jana Chryzostoma Paska, Jana Matejki, Janusza Korczaka, Jerzego Antoniewicza, Jesienna, Józefa Chełmońskiego, Juliana Ursyna Niemcewicza, Kapralska, Karola Brzostowskiego, Karola Szymanowskiego, Kazimierza Wielkiego, Kazimierza Wyki, Kątowa, Kierunkowa, Komunalna, Konstantego Ciołkowskiego, Krańcowa, Księcia Józefa Poniatowskiego, Księdza Aleksandra Syczewskiego, Ludowa, Ludwika Mierosławskiego, Makowa,  Melchiora Wańkowicza, Mieczysława Karłowicza, mjr. Henryka Sucharskiego, Młoda, Moniuszki, Narcyzy Żmichowskiej,  Nikołaja Gogola, Obrońców Westerplatte, Odległa, Ofiar Majdanka, Ogińskiego, Osadnicza, Piastowska, Pieczurki, Pionierska, Piotra Skargi, Piotra Ściegiennego, Poleska, Pomocna, por. Anatola Radziwonika, Pułkowa, płk. Michała  Ostrowskiego, Pusta, Robotnicza, Rodzinna, Rolna, Romualda Traugutta, rondo Arcybiskupa gen. Mirona Chodakowskiego  Prawosławnego Ordynariusza Wojska Polskiego, rondo Jana Tarasiewicza, rondo Żołnierzy Wyklętych, Sadowa, Sandomierska, Saperska, Sąsiedzka, Sekcyjna, Seweryna Nowakowskiego, Sielska, Siewna, Słomkowa, Stanisława Leca, Stanisława Lema, Stanisława Wyspiańskiego, Stefana Jaracza, Stepowa, Synów Pułku, Środkowa, Świętego Józefa, Tadeusza Banachiewicza, Tarasowa, Tarnowska, Tomasza Zana, Towarowa, Trawiasta, Ustronna, Wacława Siedleckiego, Walentego Lewandowskiego, Warzywna, Wasilkowska, Wąska, Węglowa, Wieniawskiego, Wiesława Janickiego, Wiklinowa, Wincentego  Pola,  Władysława  Raginisa, Włościańska, Wojciecha Bogusławskiego, Wojciecha Drzymały, Wojciecha Oczki, Wojciecha  Rubinowicza, Wschodnia, Xawerego  Dunikowskiego, Zacisze, Zawadzka, Ziemska, Ziołowa, Zygmunta Brodowicza, Zygmunta  Glogera, Zyndrama Kościałkowskiego, Żniwna, Żołnierska, Żwirowa, Żyzna. 